# Aix-Xafií
Abu-Abd-Al·lah Muhàmmad ibn Idrís aix-Xafií (àrab: ابو عبد الله محمد بن إدريس الشافعيّ, Abū ʿAbd Allāh b. Muḥammad b. Idrīs ax-Xāfiʿī), més conegut simplement com l'imam aix-Xafií (lloc indeterminat a Palestina o la península Aràbiga, 767 - Fustat, 820), va ser un jurista musulmà considerat el fundador de la jurisprudència islàmica. El seu ensenyament es troba a l'origen del xafiisme, una de les quatre escoles jurídiques (màdhhab) sunnites encara vigents.
No se sap amb certesa d'on era nadiu; es diu que d'Ascaló o de Gaza, a Palestina, o del Iemen, i algunes poques fonts el fan de Mina, prop de la Meca. Deixeble de Màlik ibn Anas a Medina, visqué al Fustat (el Caire), on la seva tomba és objecte de pelegrinatges.

## Introducció
La vida d'Aix-Xafií és difícil de rastrejar. Es diu que Dàwud al-Zahiri (mort l'any 884 d.C.) va ser el primer a escriure'n una biografia, però l'obra no ha arribat als nostres dies. La seva biografia més antiga disponible és la d'Ibn Abi Hatim al-Razi (mort al voltant dels anys 938/939 després de Crist), però és només un compendi d'anècdotes, algunes d'elles fantasioses. Similarment, més tard es va reproduir un esborrany de biografia escrita per Zakariyya ibn Yahya al-Saji, però fins i tot llavors, la història de la vida d'Aix-Xafií ja s'havia impregnat força de la llegenda. La seva primera biografia com a tal la va escriure l'erudit sunnita al-Bayhaqi (mort l'any 1065/1066 d.C.), però està repleta del que des d'un punt de vista modern es podrien considerar llegendes piadoses. A continuació es mostra una lectura sensata d'aquests textos, seguint una perspectiva reduccionista moderna.

## Vida
Aix-Xafií pertanyia al clan Quraix de Banu Muttàlib, que era el clan germà del Banu Hashim, al que pertanyien Mahoma i els califes del Califat Abbàssida. Pot ser que aquest llinatge li donés prestigi, pel fet de formar part de la tribu de Mahoma i per la relació de parentiu del seu besavi amb ell. Tanmateix, va créixer en la pobresa, malgrat les seves connexions als cercles socials més elevats.
Nascut al 767, aix-Xafií era membre de la tribu de Quraix, a la qual també havia pertangut el profeta Mahoma, amb qui està relacionat. El seu pare va morir quan ell encara era molt jove i es va criar amb la seva mare a la Meca, on, des de ben jove, va ser educat per professors locals. Quan era jove, va destacar en el tir amb arc i en el domini de la llengua àrab, i també tenia interès en la poesia i la literatura. Als set anys, aix-Xafií havia memoritzat l'Alcorà i als deu, la Muwaṭṭa de l'imam Màlik ibn Anas. Als 13 o 20 anys, va viatjar a Medina per anar a veure a Màlik ibn Anas. Màlik va quedar impressionat amb la memòria i capacitat de reflexió del jove aix-Xafií i, en conseqüència, va ser el seu estudiant durant uns deu anys, fins que Màlik va morir. Durant la seva estada a Iraq, també va estudiar amb el jurista àrab Muhàmmad aix-Xaybaní.

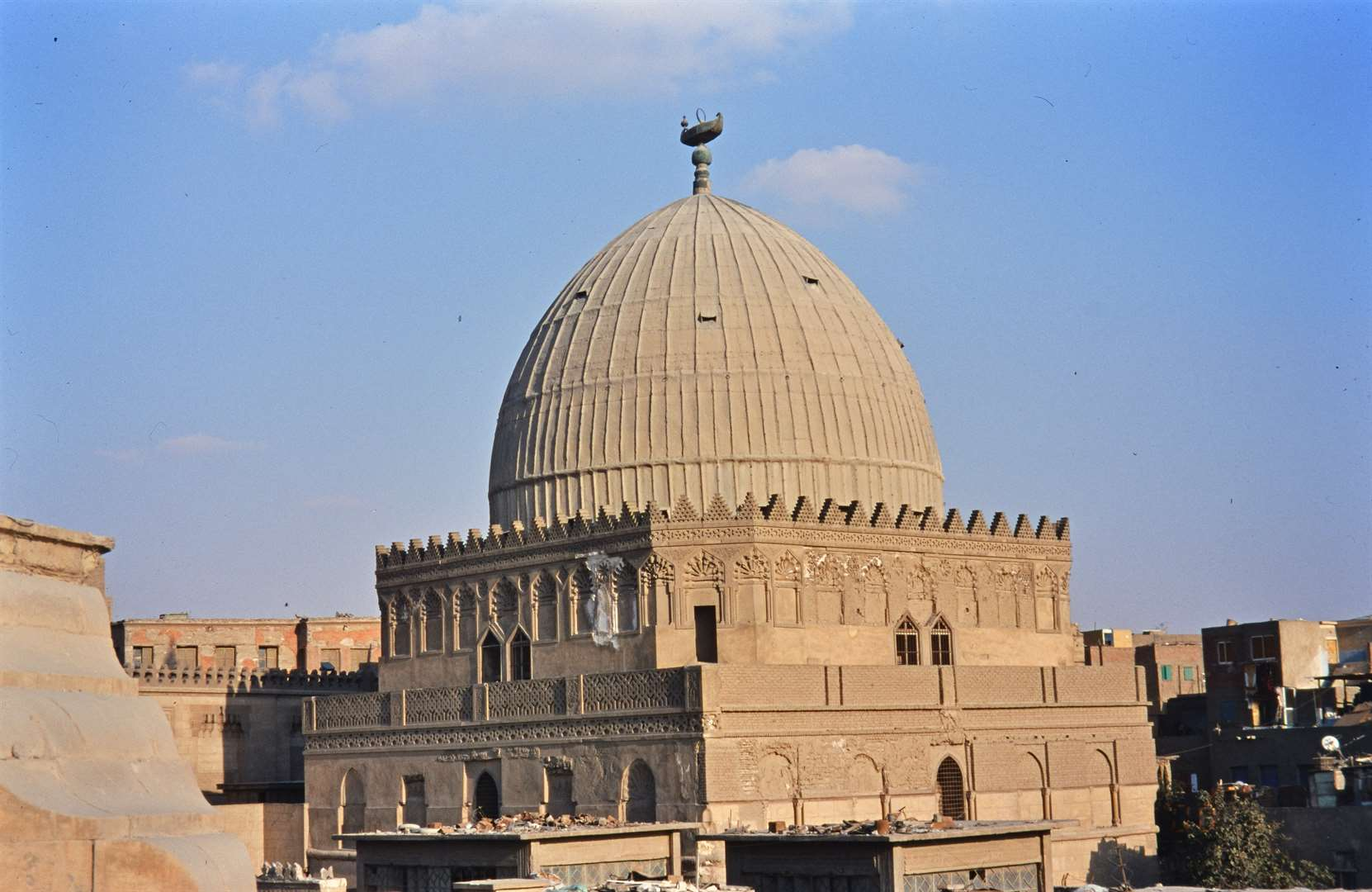
El Mausoleu de l'Imam Aix-Xafií a el Caire, Egipte

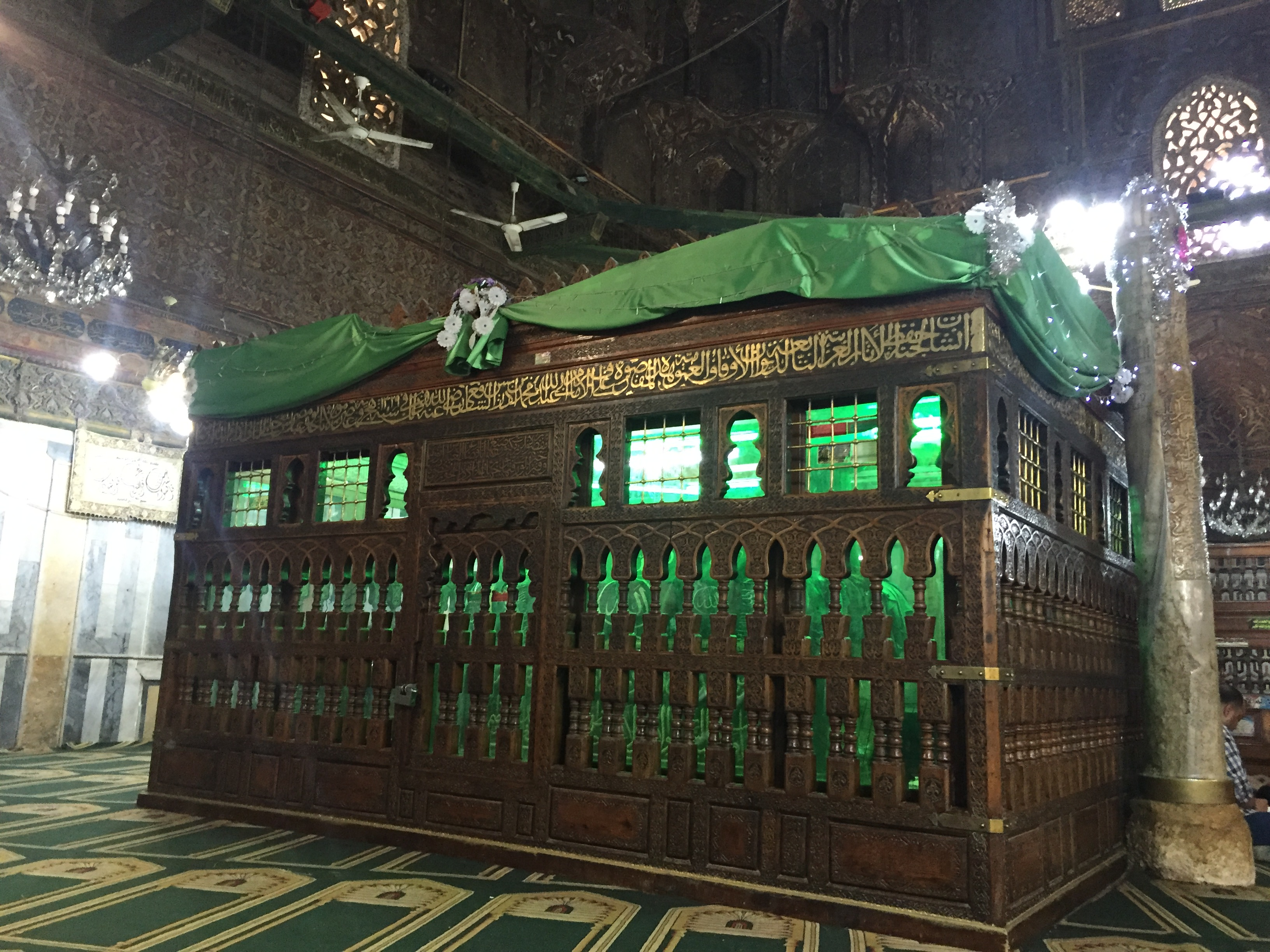
Tomba d'Aix-Xafií a el Caire, Egipte

Després d'haver viscut al Iemen i a Bagdad (Iraq), aix-Xafií va traslladar-se a viure al Caire (Egipte), on va morir el 20 de gener del 820, o el 204 de l'Hègira segons el calendari musulmà, als 54 anys. La causa de la seva mort no està clara; mentre que alguns experts atribueixen la seva mort a una malaltia, altres diuen que va morir a causa de les ferides que va rebre després de ser atacat per un grup de seguidors de Màlik. El seu lloc d'enterrament es va convertir en un lloc popular de visites i en un lloc de veneració. Al cap d'uns 400 anys de la seva mort, al-Kàmil va ordenar la construcció d'un mausoleu a l'emplaçament de la tomba d'aix-Xafií.

## Llegat
Va ser el fundador del xafiisme que, juntament amb el hanbalisme (fundat per Àhmad ibn Hànbal, un dels seus alumnes), el hanafisme i el malikisme (fundat pel seu primer mentor, l'imam Màlik), és una de les quatre escoles juridico-teològiques de l'islam sunnita. Actualment, el xafiisme es troba present a diversos països asiàtics com Indonèsia, Singapur, Malàisia, les Maldives, el Líban o Jordània, alguns països africans de l'est (Kènia, Somàlia i Tanzània) i a zones de Turquia, Egipte, Iraq i Rússia. També predomina entre les poblacions kurdes. Al llarg de la seva vida, aix-Xafií va escriure més de 150 llibres.
L'escola Xafií, una de les quatre escoles sunnites de jurisprudència islàmica, coneguda com madhhabs, rep el nom d'Al-Xafií, a qui també se li atribueix la creació del marc de la jurisprudència islàmica en establir l'ordre d'importància relativa de les seves diferents fonts de la següent manera:
1. l'Alcorà;
2. Hadit. és a dir, col·leccions de paraules, accions i aprovació silenciosa de Mahoma. (Juntament amb l'Alcorà, aquests formen fonts revelades);
3. Ijmà. és a dir, el consens de la comunitat musulmana (purament tradicional);
4. Qiyàs. és a dir, el mètode de l'analogia.[21]

L'estudiós John Burton va més enllà, acreditant a Al-Xafií no només l'establiment de la ciència del fiqh a l'islam, sinó la seva importància per a la religió. "On els seus contemporanis i els seus predecessors s'havien dedicat a definir l'islam com un fenomen social i històric, Shafi'i va intentar definir una Llei revelada".
Al-Shāfi'ī va emfatitzar l'autoritat final d'un Hadit de Mahoma de manera que fins i tot l'Alcorà s'havia d'interpretar a la llum de les tradicions (és a dir, hadit), i no viceversa. Si bé tradicionalment l'Alcorà es considera per sobre de la Sunna en autoritat, Al-Xafií argumentava enèrgicament que la sunna es troba en peu d'igualtat amb l'Alcorà, (segons l'erudit Daniel Brown) per, com va dir Al-xafií l'ordre del Profeta és el comandament d'Al·là.
L'enfocament de la comunitat musulmana en els hadits de Mahoma i el desinterès pels ahadits dels companys de Mahoma (els hadits dels quals s'utilitzaven habitualment abans d'Al-Shāfi'ī, ja que la majoria dels quals van sobreviure a ell i van difondre els seus ensenyaments després de la seva mort) es creu que (per l'erudit Joseph Schacht) reflecteix l'èxit d'Al-Shāfi'īs.
La influència d'Al-Xafií va ser tal que va canviar l'ús del terme Sunnah, fins que invariablement només significava la Sunna del Profeta (segons John Burton aquest va ser el seu "principal assoliment"). Si bé abans, la sunna s'havia utilitzat per referir-se a costums i costums tribals, (i mentre Al-Shāfi'ī va distingir entre la "sunnah dels musulmans" no autoritat que es seguia a la pràctica, i la "sunna del profeta" que els musulmans haurien de seguir), va arribar a meham la Sunnah.
En les ciències islàmiques, Burton li atribueix "la imposició d'una distinció teòrica formal" entre "la Sunna del Profeta" i l'Alcorà, "especialment on les dues fonts fonamentals semblaven xocar".
Mu'tazalites
Al-Shafi'i va formar part d'aquells primers teòlegs tradicionalistes que es van oposar fermament a l'itizal i van criticar els teòlegs especulatius per abandonar l’Alcorà i la sunna a través de la seva adopció de la filosofia grega a la metafísica.
Estructures
Saladí va construir una madrasa i un santuari al lloc de la seva tomba. El germà de Saladí Afdal li va construir un mausoleu el 1211 després de la derrota dels fatimites. Continua sent un lloc on la gent demana justícia.
Seguidors
Entre els seguidors de l'escola de l'Imam al-Shāfi'ī hi havia:
- Bayhaqi

- Al-Suyuti[27]

- Adh-Dhahabí[28]

- Al-Ghazalí

- Ibn Hàjar al-Asqalaní

- Ibn Kathir

- Yahya ibn Sharaf al-Nawawí

- Al-Mawardi

- Al Muzani